# Ilsandong-gu
Ilsandong-gu är ett av de tre stadsdistrikten (gu) i staden Goyang i provinsen Gyeonggi i den nordvästra delen av Sydkorea, 20 km nordväst om huvudstaden Seoul.

## Administrativ indelning
Distriktet är indelat i elva administrativa stadsdelar:
Baekseok 1(il)-dong,
Baekseok 2(I)-dong,
Gobong-dong,
Janghang 1(il)-dong,
Janghang 2(i)-dong,
Jeongbalsan-dong,
Jungsan-dong,
Madu 1(il)-dong,
Madu 2(i)-dong,
Pungsan-dong och
Siksa-dong.